# Монастырь Прохора Пчиньского
Монастырь Прохора Пчиньского (серб. Манастир Прохор Пчињски) — монастырь Враньской епархии Сербской православной церкви, расположенный на лесистых склонах горы Козьяк, на берегу реки Пчиня, в 30 км от города Вране в Сербии у границы с Македонией. Монастырь является духовным центром края, в нём работает школа иконописи и богословская школа. Единственный монастырский храм был построен на месте подвигов святого Прохора Пчиньского. Часовня в алтарной части храма, в которой покоятся мощи святого, вероятно, является частью самого первого построенного в монастыре храма. В правом верхнем углу гробницы есть небольшое отверстие, откуда уже около 1000 лет истекает миро.

## История
По легенде монастырь основан в XI веке византийским императором Романом IV Диогеном в благодарность подвижнику Св. Прохору Пчиньскому (в русских житиях иногда — Пшинский), предрекшему ему императорское будущее. Археологические раскопки подтвердили основания монастыря в XI — начале XII века, когда в нём был построен небольшой однонефный храм.
В 1180—1190 годы Вране и окрестности перешли под власть сербского жупана Немани.
Около 1316 года сербский король Милутин провёл масштабные работы по обновлению монастыря, включив его в число своих 40 монастырей-задужбин («на помин души»).
После битвы на Косовом Поле турки разорили монастырь. В 1489 году его обновил изограф Марин из Кратова. Монастырский храм был тогда же заново расписан фресками, являющимися одними из самых значительных произведений искусства того периода. В XVI веке в монастыре работала иконописная школа, мастера которой оставили фрески на южной стене часовни в храме.
В 1817 году монастырь был разграблен албанцами и турками, после чего запустел.

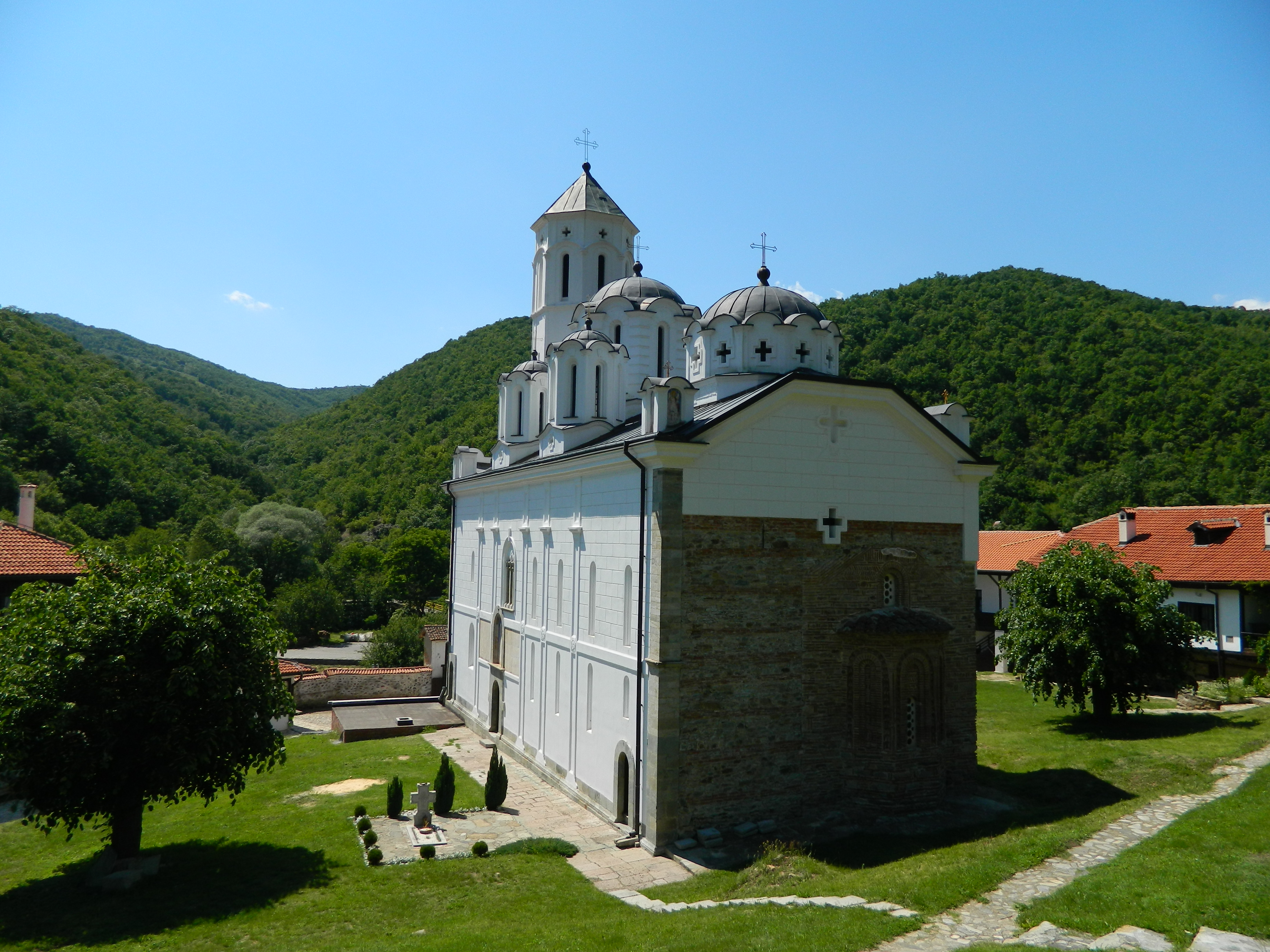
Алтарная часть монастырского храма

В последующие годы Пчиньский монастырь курировали священники и видные граждане близлежащего города Вране. В 1841 году монастырь пострадал от пожара, утрачена была драгоценная реликвия — нетленная рука Св. Прохора Пчиньского. В середине XIX века были построены новые монастырские здания, в том числе — два конака (гостевых дома), один из которых, самый монументальный, исполняет функции странноприимного дома с залами заседаний. Конак построен в 1854—1862 гг. на средства враньского купца Хаджи-Михаила Погачаревича в типичном для Сербии XIX века стиле и является одним из самых красивых сохранившихся сербских зданий этой эпохи.
В 1870 году известный иконописец Дичо Зограф обновил часть фресок.
Нынешний большой храм, построенный в 1898—1904 годы, включает в себя стены средневекового сербского храма. В храм ведут 12 полукруглых ступеней. Вновь возведённые стены расписаны в 1899 году. В том же году в монастыре поселилось несколько монахов.
В 1944 года монастырь был захвачен коммунистическими партизанами. 2 августа 1944 года в Монастыре Прохора Пчиньского провело заседание Антифашистское собрание по народному освобождению Македонии. На нём было провозглашено создание Македонского государства как союзной республики в составе Югославии и конституирован македонский язык.
В 2022 году Монастырь Прохора Пчиньского награждён Сретенским орденом I степени.